# Cookie the Herbalist

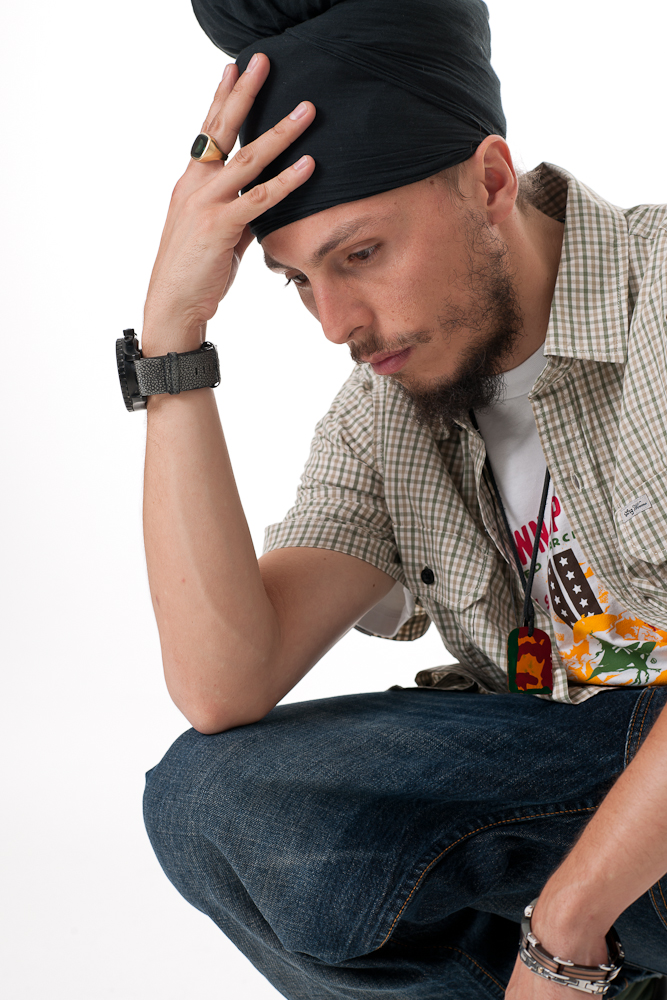
Cookie the Herbalist (2012)

Cookie The Herbalist (eigentlich: Stefano Raschi) ist ein Schweizer Reggae-Musiker.

## Karriere
Seine ersten Musikerfahrungen machte er im Alter von sechs Jahren in einem Kirchenchor in Italien. Zunächst produzierte er nur einige Mixtapes und tourte als Supportkünstler durch die Schweiz. Im Jahr 2007 wurde er Mitglied des Gideon Production Artist Camps. Er trat als Support auf der Europa-Tour von Jah Mason u. a. beim Rototom Sunsplash in Italien und beim Rumble Reggae Festival in Bayern auf.
Mit Don’t You Tell Me präsentierte Cookie im Januar 2008 einen Song auf dem „I Love“-Riddim von Rootdown Records, der es auch ohne Veröffentlichung schaffte, bei vielen regionalen Radiostationen der Schweiz gespielt zu werden. Im September 2008 folgte dann mit The Good Weed die erste EP-Veröffentlichung. Auch der Schweizer Reggae-Musiker Cali P sang zusammen mit Cookie einen Song ein. Der Titel „Cyaan Stop“ wurde als Soundtrack in Red Bullʼs und Salomonʼs Freestyle Ski Video „Everyday is Saturday“ aufgenommen. Der Radioerfolg von Don’t You Tell Me ermutigte Mitte 2009 zur Veröffentlichung als Single bei Gideon Production.
Im Jahr 2010 erschien Cookies Debüt-Album Like A Tree. Die vorveröffentlichte Single „A Girl Like You“, ein Loverstune mit der Jamaikanerin Sophia Squire, schaffte es auf SRF 3 ins Schweizer Radio. SRF 3 kürte Cookie zum „Best Talent“ des Monats August 2010. Dem Album, das es im selben Monat für eine Woche auf Platz 92 der Schweizer Album-Charts schaffte, folgte die „Like A Tree“-Tour mit seiner ersten eigenen Band. 2011 erschien Like A Tree auch in Deutschland.

## Diskografie

### Alben
- 2012: Stand Tall
- 2010: Like a Tree
- 2008: Good Weed EP

### Kompilationen
- 2016: Cookiebox

### Singles

#### 2018
- Back Yawd (Giddimani Records, Civilrights Riddim)
- Pushin Forward (Yard127 Records Jamaica)

#### 2017
- Feel The Vibe feat. Nienke Crjins (Balcon Al Mar Prod., NL)
- TWISTED (Skunga Records / Tabernacle Records, Jamaica)
- HOW MANY TIMES (House of Riddim Productions)
- EAZE alongside Lee ‚Scratch‘ Perry (Weedy G-Prod. / Dox & Dizzie)
- LIVE UP (Kenyakibera – Riddim / Giddimani Records)
- Wine Dat Ting (Musical Wave – Riddim selection, Inspired Music Concepts)
- Mountain feat. Phantom IMC (Inspired Music Concepts)

#### 2016
- Seen It All (Horn Of Africa – Riddim selection, Giddimani Records)
- Nah Get Mi Vex (Sicknature – Riddim selection, Edelhood Muzik)
- Shining Star (Max Rubadub Blends)
- Let My People Go feat. Torch The Everburningflame (House Of Riddim Productions)

#### 2015
- Vibes Like These (Boomrush Prod.)
- Renegade (Soundkillaz Music UK)
- Never Stop (Upressor’s Prod.)
- Mek A Change (Weedy G-Prod.)
- Cool&Peaceful Vibes (Head Creator Music France)
- Promises (Weedy G-Prod.)
- Squeeze You Tight (Weedy G-Prod.)
- Why? feat. Baba The Fayahstudent (Ganjaman Prod.)
- Herbs Talk feat. Rivah Jordan (Soundkillaz Music UK)
- Rise & Shine (Inspired Music Concepts)
- Eini Vo Dene Nächt feat. Fusion Square Garden (FSG)

#### 2014
- White Clouds feat. Jesse James
- Pon The Highway feat. Baba The Fayahstudent & Redwan (Gideon Prod. / Max Rubadub Blends)
- Miss You Girl (Mista Sanchez Prod.)
- Gifted & Dangerous (Max Rubadub Blends)
- I Wish (Inspired Music Concepts)

#### 2013
- To The Top (Blend Mishkin Prod., Greece)
- 7 Fründe feat. Fusion Square Garden, Dodo, Famara and more
- Out Deh (House Of Riddim Productions)
- Uckry A Gwaan feat. Di Govanah (Gideon Productions)
- Let it go (Weedy G-Prod.)
- Light A Shine feat. EQuadrat
- A New Day (Reality Chant Prod. NZ)
- Never Give Up feat. Flixx n Hooch

#### 2009
- We Are The Future feat. Knackeboul
- Good Old days feat. Knackeboul & Mundartisten
- Gimme A Reason feat. Chocolococolo
- Familyeah feat. Mundartisten
- Don’t You Tell Me
- Such A Long Time
- Words